# S-tog
 "S-bane" omdirigeres hertil. For det tilsvarende koncept i tysktalende lande, se S-Bahn.
S-tog er de københavnske lokaltog, der forbinder den indre by med Hillerød, Klampenborg, Frederikssund, Farum, Høje-Taastrup og Køge. Banenettet de betjener, som også omfatter Ringbanen, kaldes S-banen.
S-banen har en længde på ca. 170 km dobbeltspor og 87 stationer, heraf 32 stationer inden for det centrale område, zone 1 og 2, svarende til Københavns og Frederiksberg kommuner. Der er syv linjer, hvoraf A, B, C og F kører hele ugen, E og H mandag-fredag og Bx i myldretiden. Der foretages cirka 357.000 rejser fordelt på de cirka 1.100 afgange i døgnet. Driften varetages af den statsejede virksomhed DSB, mens spor, signaler mv. ejes af det ligeledes statsejede Banedanmark. Driften sker med de såkaldte 4. generations S-tog fordelt på 104 8-vognstogsæt (litra SA) og 31 4-vognstogsæt (litra SE).

## Historie
S-banen var et projekt, som havde til formål at elektrificere det eksisterende nærbanenet omkring København. Forarbejdet til beslutningen blev gjort i Elektrificeringskommisionen af 1926, efter flere andre tilløb til planer. Kommissionen fremlagde betænkning i 1929, hvor det blev foreslået at nærbanestrækninger fra København til Klampenborg, samt eventuelt Frederiksberg-Vanløse-Hellerup skulle elektrificeres som de første – derefter strækningen til Holte, når dobbeltsporet Holte-Hillerød var taget i brug til de almindelige tog. Efter behandling af forslaget af DSB, blev strækningen til Valby tilføjet som første etape for elektrificering af strækningen til Ballerup, og lovforslag blev fremsat og vedtaget i april 1930.
Den første strækning åbnede den 3. april 1934, og løb fra Klampenborg over Hellerup og Vanløse til Frederiksberg.
Ved køreplansskiftet den 15. maj 1934, samtidig med indførelse af S-tog København H–Hellerup, indførtes 20-minuttersdrift, hvilket har været fast grundplan for alle linjer helt frem til 23. september 2007, hvor der indførtes 10-minuttersdrift på flere linjer i dagtimerne.
I den mellemliggende periode voksede S-banen dog stærkt. Med varierende mellemrum omstilledes således Hellerup–Hillerød, Svanemøllen–Farum (omlagt fra København L) og København H–Valby–Frederikssund, etableredes nye spor langs den eksisterende bane Valby–Høje Taastrup, og anlagdes en helt ny bane Dybbølsbro–Køge. Senest er dog banen Frederiksberg–Vanløse–Grøndal nedlagt til fordel for metroen, men til gengæld er den tidligere Godsbaneringen Grøndal–Ny Ellebjerg omstillet til S-bane.
Oprindelig benyttedes der ikke bogstaver eller numre for de enkelte linjer, men der skelnedes mellem Klampenborg-, Holte- og Frederiksberg-linjerne eller banerne, der i køreplanerne betegnedes som strækning 1a, 1b og 1c. Først med indførelsen af sommerkøreplanen 14. maj 1950 gik man over til linjebogstaver, hvor de tre linjer blev til hhv. A, B og F, mens der samtidig oprettedes en ny linje C. I de følgende årtier er en række nye linjer og begreber kommet og gået i takt med behovet. I 1963 introduceredes således et efterstillet x (for extra) til myldretidslinjer med linje Bx som den første. I 1979 kom der linjer, der kun kørte i dagtimerne på hverdage, og som kendetegnedes ved fordobling af linjebogstavet, Bb og Cc. Fra 1989 fik de dog almindelige linjebogstaver, men allerede i 1993 gik man over til et system med efterstillet +, A+, B+ og H+. Dette system droppedes dog igen i 2007 med den ovennævnte indførelse af 10-minuttersdrift på flere almindelige linjer i dagtimerne.

## Navn
S'et i betegnelsen står på dansk ikke for noget bestemt, men er højst sandsynligt inspireret af det tyske "S-bahn" (forkortelse for Stadtbahn = stadsbane/bybane). Navnet fandt man frem til gennem et rundspørge i Politiken den 17. februar 1934 Den elektriske enquete. Der blev enighed om, at S-tog og S-bane var de bedste forslag, måske påvirket af, at de karakteristiske sekskantede skilte med vingehjul, "S" og krone allerede var opsat for at markere, hvor der lå en station – skiltet med S-logoet var allerede sat op på Frederiksberg Station den 1. oktober 1931. I Tyskland havde man i december 1930 taget betegnelsen S-Bahn i brug, formentlig i to betydninger, nemlig Stadtbahn (bybane) i Berlin og Schnellbahn ("hurtigbane") ved Hamborg. Fund af nye kilder har dog påvist, at DSB allerede omkring 1932/33 havde bestemt sig for betegnelsen S-banen.
En anden kilde siger, at ifølge en tidligere generaldirektør i DSB står 'S'-et for stiv køreplan, hvilket betyder at togene afgår på faste minuttal.
I DSB's årsberetning for finansåret 1933-1934 står følgende: "Baner med en stiv køreplan betegnes S-baner, og ved indgangen til disses stationer opstilles et S-mærke".

## Strækninger
S-togsnettet omfatter følgende strækninger:
- Den centrale strækning mellem Valby og Hellerup (åbnet 1934 i to etaper, hhv. Hellerup–København H og København H–Valby; Østerport-København H indgår i Boulevardbanen)
- 6 radiale strækninger:
  - Køge Bugt-banen mellem Køge og Dybbølsbro (strækningen Dybbølsbro–Vallensbæk åbnet i 1972, forlænget til Hundige i 1976, forlænget til Solrød Strand i 1979, forlænget til Køge i 1983)
  - Høje Taastrup-banen mellem Høje Taastrup og Valby (strækningen Valby–Glostrup åbnet 1953, forlænget til Taastrup i 1963, i 1986 forlænget til Høje Taastrup)
  - Frederikssundbanen mellem Frederikssund og Valby (strækning Valby–Vanløse åbnet i 1941, forlænget til Ballerup i 1949, forlænget til Frederikssund i 1989 – dog kun med enkeltspor mellem Ballerup og Veksø frem til 2000 og mellem Veksø og Frederikssund frem til 2002)
  - Hareskovbanen mellem Farum og Svanemøllen (1906, opgraderet til S-tog 1977).
  - Nordbanen mellem Hillerød og Hellerup (strækning Hellerup–Holte åbnet i 1936, forlænget til Hillerød i 1968)
  - Klampenborgbanen mellem Klampenborg og Hellerup (åbnet 1934)
- Ringbanen mellem Hellerup og København Syd(Ringbanen, strækningen Hellerup–Grøndal åbnet 1934, forlænget til den midlertidige station C. F. Richs Vej før Flintholm i 2002, forlænget til Flintholm i 2004, forlænget til den midlertidige station ved Ny Ellebjerg i 2005 og til den permanente af samme navn i 2006. (Nu København Syd))

Desuden var strækningen mellem Grøndal og Frederiksberg (åbnet 1934 som del af den første strækning fra Klampenborg) en del af S-togsnettet indtil Frederiksberg–Solbjerg blev nedlagt i 1998 og fra 2002 erstattet af metroen. Den resterende strækning blev nedlagt i 2000.
De radiale strækninger er tilsluttet den centrale strækning med tre fra syd og vest (Køge Bugt-banen, Høje Taastrup-banen og Frederikssundsbanen), samt tre fra nord og nordvest (Hareskovbanen, Nordbanen og Klampenborgbanen). Systemet er opbygget, så et tog fra en given sydlig strækning kan fortsætte ad en hvilken som helst af de tre nordlige og omvendt. Desuden har Ringbanen forbindelse til Nordbanen og Klampenborgbanen i Hellerup, men det benyttes normalt kun i forbindelse med Klampenborgbanen.
Af de forskellige strækninger er Køge Bugt-banen den eneste, der fra starten er bygget som S-bane. Den centrale strækning samt Frederikssundsbanen, Hareskovbanen, Nordbanen, Klampenborgbanen og den nordlige del af Ringbanen eksisterede i forvejen som almindelige jernbaner, hvor S-togene blot afløste de hidtidige lokaltog, mens den sydlige del af Ringbanen er en tidligere godsbane. Høje Taastrup-banen er dog også anlagt som S-bane, men de to S-togsspor er anlagt ved siden af de eksisterende fjerntogsspor på Vestbanen.

### Tidligere planer
Der har været diverse planer som ikke blev realiseret.

#### Lundtoftebanen
Lundtoftebanen skulle have gået fra Jægersborg mod nord langs Helsingørmotorvejen, sammen med planer om socialt boligbyggeri i området. Projektet blev droppet af politiske årsager.

#### Tunnelbane
Fra 1941 var der planer om en tunnelbane under de centrale bydele. Den kunne indebære en forbindelse mellem Hareskovbanen, Nørrebro og Amager via enten København H eller Nørreport. I 1949-1951 var der forsøg med strømforsyning via strømskinne mellem Godthåbsvej og Fuglebakken med henblik på brug i tunnelen. Af hensyn til dette blev 2. generations-S-togene fra 1970'erne. De fra 1967 anskaffede 2. generations S-tog blev leveret med sænkbar strømaftager til kørsel i tunnel. Først i 2002 fik København en tunnelbane, men i form af det uafhængige system Metroen.

#### Forlængelse til Roskilde og Helsingør
Der var planer om at anskaffe tostrøms-S-tog i forbindelse med en forlængelse af S-banen ad de eksisterende fjerntogsspor til Roskilde. Både tog og forlængelse blev i første omgang droppet i 2002, men er igen blevet udredt i 2009-2011 og 2019.
I 2009-2011 blev det også overvejet at indføre S-tog på Kystbanen som løsning af kystbanens kapacitetsproblemer.

## Tekniske forhold

### Strøm
Fra starten har S-banen været elektrificeret med 1500 V jævnspænding fra køreledninger.
Da togene senere havde svært ved at opfylde DSB's ønsker til en fast og hurtigere køreplan blev det undersøgt hvordan man kunne få lidt hurtigere tog uden for store omkostninger. Det viste sig at motorvognene var beregnet så motorerne maksimalt kunne levere 90% af det de reelt kunne. Derfor blev der taget en rask beslutning at forhøje kørelednings spændingen med 10% så togene kunne accelerere hurtigere.
Ved nye generationer af S-tog har det af hensyn til trafikken været et krav at både nye og ældre S-tog kan køre samtidig. Derfor kører S-tog på 1650 V jævnspænding idag (2022).
Dette i modsætning til den senere elektrificering af fjernbanerne fra 1980'erne og frem hvor den mellemliggende udvikling medførte, at man valgte 25.000 V vekselspænding. Det er derfor ikke umiddelbart teknisk muligt for S-tog at fortsætte på fjernbanerne eller omvendt.

### Spornet
Sporvidden på S-banen er som på det øvrige danske jernbanenet 1.435 mm. Nettet er på ca. 170 km med dobbeltspor overalt, undtagen ca. 700 m før Farum Station hvor der er enkeltspor på en bro over Mølleåen. Flere strækninger er desuden oprindelig anlagt med enkeltspor, men er senere forsynet med dobbeltspor: Hvidovre-Glostrup (1953-1963), Herlev-Skovlunde (1949-1970), Skovlunde-Ballerup (1949-1966), Ballerup-Veksø (1989-2000) og Veksø-Frederikssund (1989-2002). Fra 1920'erne og helt op i 1970'erne spøgte der planer om anlæggelse af yderligere dobbeltspor mellem Hellerup og Holte, så strækningen ville blive firesporet, men det blev ikke til noget. Andre planer og tanker om at udvide kapaciteten med en tunnelbane eller overhalingsspor er ligeledes blevet på papiret.
S-banen ligger parallelt med fjerntogssporene på Vestbanen og Kystbanen mellem Høje Taastrup og Klampenborg. Strækningerne fremtræder dermed firesporet, men jernbaneteknisk er der tale om to separate sæt dobbeltspor med uafhængig drift. Mellem Køge og Ølby følges S-banen desuden tilsvarende med sporet på Lille Syd.
Der er forbindelser til fjerntogssporene i Køge, Høje Taastrup, København H, Østerport, Svanemøllen, Lersøen, Vigerslev og Hellerup og til privatbanerne i Køge, Jægersborg og Hillerød.
Der er ingen sporforbindelser til metroen, selvom der kan skiftes til den flere steder. Der var heller ikke var direkte forbindelse mellem S-banen og Københavns Sporveje i sin tid. Der var dog forbindelse mellem KS's og DSB's spornet ved København L / Slangerupbanens station.
Overkørsler i niveau fandtes ved Virum indtil 1950, ved Herlev og Ballerup indtil begyndelsen af 1950'erne og mellem Ballerup og Frederikssund 1989-2001.

### Stationer
Der er 87 stationer, der betjenes i den almindelige drift. To stationer, Kildedal og Vinge, betjenes dog ikke nat efter fredag og lørdag. Derudover er der Høvelte Trinbræt, hvor enkelte tog mod Hillerød standser for at afsætte passagerer til Høvelte Kaserne. Tre tidligere S-togsstationer, Frederiksberg (1934-1998), Solbjerg (1986-2000) og Lindevang (1986-2000), er erstattet af metrostationer. To andre S-togsstationer er erstattet af nye S-togsstationer: Ellebjerg (1972-2007, erstattet af Ny Ellebjerg/København Syd) og Enghave (1934-2016, erstattet af Carlsberg). Yderligere forhenværende stationer tæller de midlertidige endestationer Valby S (1934-1941, erstattet af Valby), C.F. Richs Vej (2002-2004, erstattet af Flintholm) og Ny Ellebjerg (2005-2006, erstattet af den permanente station af samme navn).
Med undtagelsen af Køge Bugt-banen er alle S-baner etableret ved elektrificering af eller langs med eksisterende baner, og af de 86 nuværende stationer stammer 40 derfor fra før S-togene. Ældst er således Glostrup og Taastrup, der blev åbnet sammen med Vestbanen mellem København og Roskilde i 1847, den første jernbane i det nuværende Danmark. Her som ved flere andre stationer gælder dog, at bygningerne er skiftet ud undervejs, men en række steder kan man dog stadig opleve bygninger med mere end et århundrede på bagen som Østerport fra 1897 og Københavns Hovedbanegård fra 1911. De første S-togsstationer, der var bygget som sådan, kom i 1934 i form af Vesterport, Nordhavn og Svanemøllen, da strækningen mellem Københavns Hovedbanegård og Hellerup blev S-bane. Herefter fulgte det slag i slag i takt med S-banens udbygning, især de første år i 1930'erne og ved etableringen af Køge Bugt-banen i 1970'erne og Ringbanen i 2001'erne. I nogle tilfælde er der også anlagt nye stationer på eksisterende S-baner. Den foreløbigt nyeste station er Favrholm Station der åbnede for driften ved køreplansskiftet 10. december 2023, 
De fleste stationer består af to spor, der enten har hver sin sideliggende perron eller en øperron imellem. Ved endestationer og knudepunkter kan der dog være flere spor og perroner alt afhængigt af de lokale forhold. Ældre stationer er ofte udformet med en stationsbygning, hvor der tidligere var billetsalg, men efter at man fra 1970'erne efterhånden gik over til ubemandede stationer med billetautomater, er udformningen af nye stationer typisk blevet mere simpel. Også de ældre stationer har efterhånden mistet billetsalget, så det nu kun er Københavns Hovedbanegård, der har et decideret et af slagsen. Der er dog stadig kiosker med mulighed for køb af billetter på nogle stationer, men i række tilfælde er de gamle billetsalgs lokaler nu overgået til andet formål, eller bygningerne revet ned.
En enkelt station, Nørreport, er bygget som undergrundsstation i 1918 og var indtil indvielsen af Tårnby og Københavns Lufthavn, Kastrup i 1998 landets eneste af slagsen. En anden ener er Nørrebro fra 1930, der er den eneste højbanestation i snæver forstand. Derudover er mange stationer dog anlagt på dæmninger, mens flere andre modsat ligger forsænket i forhold til omgivelserne. Til de mere specielle stationer hører Rødovre, hvor det østgående spor ligger i niveau, mens det vestgående er ført over stationsbygningen, og Lyngby hvor Lyngby Omfartsvej er ført hen over stationsbygningen.

### Signaler
Oprindelig var sikringsanlæggene på S-tognettet af de samme typer som på de øvrige DSB-strækninger. Men pga. øget trafikpres, skulle der skaffes plads til flere tog. For at imødekomme behovet, blev der installeret nye sikringsanlæg med togkontrolsystemet HKT. Sikringsanlæg af anlægstype DSB 1969 er konstrueret til at både at håndtere S-tog med HKT, hvor signalerne kommer fra en linjeleder imellem sporene, som vises på et førerrumssignal og til tog uden HKT, hvor der bruges de ydre signaler med de samme signalbegreber som på det øvrige jernbanenet.
Sikringsanlæg med mulighed for HKT blev taget i brug fra 1971 med Herlev som den første og HKT blev taget i brug fra 1975. Alle strækninger syd for Lyngby har fået sikringsanlæg med fuld HKT. Derudover har Holte også fået anlægstype 1969. De øvrige stationer fra Lyngby og nordpå har sikringsanlægstyper, som også findes på det alm. jernbanenet. Lyngby, Birkerød og Allerød har relæsikringsanlæg og Hillerød har et elektromekanisk sikringsanlæg.
I 2014 påbegyndtes en udskiftning af HKT med et nyt CBTC-system, der også skulle dække den resterende del af S-banen. Som den første strækning omstilledes Hillerød-Jægersborg, mens resten af S-banenettet følger i etaper. CBTC vil give mulighed for semiautomatisk drift af S-tog og når S-togmateriellet skal fornys, give mulighed for førerløse tog.

### Anden trafik
Til daglig fungerer S-banen som et isoleret system ,og forbindelserne til det øvrige jernbanenet bruges nu primært af veterantog, arbejdskøretøjer og lignende, men tidligere har der også været forskellig anden trafik. Indtil 1968, hvor S-banen blev forlænget til Hillerød, blev trafikken hertil varetaget af lokomotivtrukne persontog, der benyttede S-banens spor mellem København H og Holte. En del af Ringbanen mellem Grøndal og Bispebjerg indgik indtil indvielsen af Øresundsforbindelsen i 2000 i Godsbaneringen og benyttedes bl.a. af Dan Link-godstogene. Derudover har der været forskellige lokale godstog til betjening af Frederikssund, Herlev, og stationerne imellem Hellerup og Hillerød.

## Gældende køreplan
I tidens løb er S-banens køreplan og linjenet blevet ændret adskillige gange, i takt med nye baner er kommet til, og passagerernes behov har ændret sig. Nedenfor er gengivet det aktuelle linjenet fra 11. december 2022. Driftstiden strækker sig fra ca. 5.00 til ca. 0.30. I weekender og på helligdage startes dog en time senere, mens der fredag og lørdag tilsvarende fortsættes en time længere om aftenen. Mandag-fredag opereres med seks linjer i dagtimerne, A, B, C, E, F og H, samt en ekstra linje i morgenmyldretiden, Bx. Linje A, Bx, C og E springer visse stationer over undervejs, mens de øvrige linjer stopper ved alle stationer. Om aftenen og hele lørdag-søndag opereres med fire linjer, A, B, C og F, der alle stopper ved alle stationer.
På den centrale strækning mellem Dybbølsbro og Svanemøllen er der i myldretiden ned til to minutter mellem togene, og alle stationer har minimum 10-minuttersdrift i dagtimerne alle dage med undtagelse af Langgade, Peter Bangs Vej, Jyllingevej, Islev, Kildedal og Vinge, der mandag-fredag i dagtimerne kun betjenes hvert 20. minut.
Ovenstående forhold gælder dog ikke for Høvelte, der ikke optaget i de officielle køreplaner. Denne station på Nordbanen betjenes kun i retning mod Hillerød og kun af enkelte tog morgen og aften for afsætning af passagerer til Høvelte Kaserne.
Fra 20. november 2009 indførtes forsøg med natdrift nat efter fredag og lørdag. Forsøget var planlagt at vare til udgangen af 2010, men natdriften blev i praksis fortsat efterfølgende også. Der opereres med fire linjer, A, B, C og F, med stop ved alle stationer, undtagen Kildedal og Vinge. Driftstiden er fra ca. 2.00 til ca. 6.00 fredag og lørdag nat. Et tilsvarende koncept havde allerede i en årrække været benyttet natten efter julefrokostfredage, juleaften og nytårsaften, men bare med 20-minuttersdrift på alle fire linjer.

### Mandag-fredag i dagtimerne
| Linje | Oprettet        | Strækning                                 | Hyppighed | Bemærkninger                                                                                  |
| ----- | --------------- | ----------------------------------------- | --------- | --------------------------------------------------------------------------------------------- |
|       | 15. maj 1934    | Hundige – København H – Hillerød          | 10        | Uden stop Hellerup - Lyngby - Holte.                                                          |
|       | 15. maj 1936    | Høje Taastrup – København H – Farum       | 10        |                                                                                               |
|       | 4. oktober 1953 | Høje Taastrup – København H - Buddinge    | (20)      | Kun i myldretiden og ikke i uge 27-32. Uden stop Glostrup - Danshøj.                          |
|       | 14. maj 1950    | Frederikssund – København H – Klampenborg | 10        | Uden stop Husum - Vanløse og Flintholm - Valby. Hvert andet tog stopper på Vinge og Kildedal. |
|       | 26. maj 1968    | Køge – København H – Holte                | 10        | Uden stop Ishøj - København Syd.                                                              |
|       | 3. april 1934   | Ny Ellebjerg – Flintholm – Hellerup       | 5         |                                                                                               |
|       | 31. maj 1987    | Ballerup – København H – Østerport        | 20        |                                                                                               |

### Aften, lørdag, søndag og nat efter fredag og lørdag
| Linje | Strækning                                 | Hyppighed dagtimer/aften/nat | Bemærkninger                                 |
| ----- | ----------------------------------------- | ---------------------------- | -------------------------------------------- |
|       | Køge – København H – Hillerød             | 10/20/30                     |                                              |
|       | Høje Taastrup – København H – Farum       | 10/20/30                     |                                              |
|       | Frederikssund – København H – Klampenborg | 10/20/30                     | Stopper ikke på Vinge og Kildedal om natten. |
|       | Ny Ellebjerg – Flintholm – Hellerup       | 10/10/30                     |                                              |

## Nedlagte linjer
Foruden de eksisterende linjer, har der i tidens løb eksisteret en række andre linjer, hovedsageligt som forstærkning i dagtimerne og myldretiden. Med mindre andet er angivet, standsedes ved alle stationer undervejs, ligesom alle linjer havde 20-minuttersdrift. I de fleste tilfælde er de angivne datoer de officielle køreplansskift, typisk en søndag. I praksis har første og sidste dag for en del linjer været den efterfølgende mandag hhv. den foregående fredag.
Der har ikke eksisteret nogen linje D, G, I eller J, de to første fordi de lyder for meget som E, hvilket kan føre til forvekslinger. Til gengæld har Ex og H hver især været benyttet som betegnelse for to forskellige linjer. I 2002 var det på tale at omdøbe linje A+ til E+, men det blev opgivet, da passagererne havde vænnet sig til linjens navn. Ikke desto mindre nåede de daværende togviserskilte at typen flapskilte på stationerne at få E+ blandt valgmulighederne, der i øvrigt også talte Helsingør, selvom der aldrig har kørt S-tog dertil.
Ud over de nævnte linjer nedenfor, har linje Bx desuden været inddraget i et par omgange. Første gang var fra 8. januar 2006, da Banedanmark ønskede at nedsætte antallet af linjer gennem Boulevardbanen i forbindelse med arbejdet på det nye sikringsanlæg DIC-S. Linjen genopstod året efter. Anden gang var i perioden 26. september – 18. november 2011, hvor der gjordes forsøg på linje B med kørsel 9 gange i timen i myldretiden mellem Høje Taastrup og København H. I denne periode var linje Bx tilsvarende inddraget.
| Linje | Oprettet           | Nedlagt            | Strækning ved nedlæggelse                     | Bemærkninger |
| ----- | ------------------ | ------------------ | --------------------------------------------- | --- |
| A+    | 25. september 1993 | 23. september 2007 | Køge - København H - Østerport (- Buddinge)   | Kun i dagtimerne på hverdage, Østerport - Buddinge dog kun mandag-fredag. Indlemmet i linje A.                                                                                  |
| Ax    | 1. oktober 1972    | 31. maj 1992       | Hundige - København H - Østerport             | Kun i myldretiden. Erstattet af linje K. Uden stop Friheden - København H. |
| Bb    | 30. september 1979 | 31. maj 1987       | Høje Taastrup - København H - Hellerup        | Kun i dagtimerne på hverdage. Erstattet af linje H. |
| B+    | 25. september 1993 | 23. september 2007 | Høje Taastrup - København H - Holte           | Kun i dagtimerne på hverdage. Indlemmet i linje B. |
| Bo    | 29. september 1969 | 1. oktober 1972    | Taastrup - København H                        | Intern betegnelse for ekstrakørsel i myldretiden på linje B. Om morgenen kun Tastrup - København H, om eftermiddagen kun København H - Glostrup. Uden stop Valby - København H. |
| Cc    | 30. september 1979 | 27. maj 1989       | Ballerup - København H - Holte                | Kun i dagtimerne på hverdage. Erstattet af linje H og L. Uden stop Herlev - Vanløse, Vanløse - Valby, Hellerup - Lyngby.                                                        |
| Cx    | 5. december 1966   | 25. september 1993 | Ballerup - København H                        | Kun i myldretiden. Erstattet af linje H+. Uden stop Jyllingevej - Valby. |
| Ex    | 26. maj 1968       | 1. oktober 1972    | Ballerup - København H - Hillerød             | Kun i myldretiden. Erstattet af linje Cx. Uden stop Herlev-København H, Østerport - Birkerød.                                                                                   |
| Ex    | 25. september 1983 | 23. september 2007 | Køge - København H - Østerport                | Kun i myldretiden. Uden stop Ishøj - Ny Ellebjerg, Sjælør - København H. |
| F+    | 15. september 2002 | 23. september 2007 | Ny Ellebjerg - Flintholm - Klampenborg        | Kun i dagtimerne. Indlemmet i linje F. |
| Fx    | 3. juni 1973       | 30. september 1979 | Frederiksberg - Vanløse - Nørrebro - Hellerup | Kun i myldretiden. |
| H     | 1. oktober 1972    | 30. september 1979 | Ballerup - København H - Farum                | Erstattet af linje B og Cc. |
| H+    | 25. september 1993 | 23. september 2007 | Frederikssund - København H - Farum           | Kun i dagtimerne på hverdage. Erstattet af linje A og C. Uden stop Emdrup - Vangede, Vangede - Buddinge, Buddinge - Bagsværd, Bagsværd - Værløse.                               |
| K     | 31. maj 1992       | 25. september 1993 | Hundige - København H - Østerport             | Kun i dagtimerne på hverdage. Ændret til linje A+. Uden stop Friheden - København H.                                                                                            |
| L     | 27. maj 1989       | 25. september 1993 | Høje Taastrup - København H - Holte           | Kun i dagtimerne på hverdage. Ændret til linje B+. |
|       | 27. maj 1989       | 15. september 2002 | C.F. Richs Vej - Nørrebro - Hellerup          | Erstattet af linje F+. |

## Midlertidig linje
Generelt har alle de linjer, der er blevet oprettet i tidens løb, været af permanent karakter. Ekstrakørsel og særlig kørsel ved spor- og anlægsarbejdet skiltes som normale linjer eller slet ikke. En egentlig midlertidig linje med eget linjebogstav eksisterede imidlertid i perioden 28. juli til 17. august 2014. Baggrunden var at anlægget af Nordhavnsvej betød, at strækningen mellem Svanemøllen og Hellerup måtte spærres, med den følge at linje B og E ikke kunne betjene Nordbanen i perioden. I stedet indsattes en midlertidig linje M fra Hillerød til Hellerup og videre ad Ringbanens spor til Ny Ellebjerg. Linje M genopstod fra 30. juni til 16. juli 2017 med samme linjeføring som sidst, da sporarbejde spærrede strækningen mellem Østerport og Svanemøllen og dermed afskar linje B og E fra Nordbanen endnu en gang. Desuden kørte linje M tre aftener i juni 2024 i forbindelse med arbejde på Svanemøllebroen.
| Linje | Første dag    | Sidste dag    | Strækning ved nedlæggelse                      | Bemærkninger |
| ----- | ------------- | ------------- | ---------------------------------------------- | --- |
|       | 28. juli 2014 | 18. juni 2024 | København Syd - Nørrebro - Hellerup - Hillerød | Erstatning af linje B og E på Nordbanen 28. juli - 17. august 2014 og 30. juni - 16. juli 2017. Desuden om aftenen 11., 13. og 18. juni 2024. |

## Rullende materiel
DSB inddeler selv S-togsmateriellet i leveringer, men da der ikke er stor forskel på en del af leveringerne, giver det mere mening at opdele materiellet i generationer. Der har kørt fire generationer af materiel på S-banen. I dag er det kun 4. generation, der kører.

### Første generation
Ved S-banen åbning i 1934 bestod togsættene af to motorvogne og en mellemvogn. Senere gik man over til, at togsættene bestod af lige mange motorvogne og styrevogne/mellemvogne uden motor. Frichs A/S leverede motorvognene og Scandia i Randers leverede mellem- og styrevogne uden motor. Togene kørte frem til 1978, og blev populært omtalt som de brune tog fra 1967, da de røde 2. generations-tog blev introduceret.

### Anden generation
2. generations S-tog (betegnet MM-FU-MU-FS og populært kaldet madkasserne) var i drift fra 1967 til 2007. Togsættene blev bygget af Frichs i Århus og Scandia i Randers. De blev leveret mellem 1967 og 1978. Frichs byggede, som den sidste opgave for DSB, den halvdel af alle vognene, der havde motor, mens Scandia byggede vognene uden motor. Da togene blev sat i drift, blev de hurtigt populære pga. deres komfort og den friske røde farve, som hidtil var forbeholdt lyntogene.

### Tredje generation
3. generations S-tog (betegnet FC-MC-MC-FC) kørte i perioden 1986-2006. Dette togsæt slog aldrig igennem, på trods af at det var betydeligt mere komfortabelt at rejse med end hidtidige typer S-tog. En årsag var, at togsættet ofte var fejlramt, og derfor ikke effektivt i drift. Der blev bygget 12 togsæt à 4 vogne, først 4 prototypetogsæt, hvor 2 sæt havde el-udrustning fra GEC og 2 sæt med ASEA (i trafik 1979).

### Fjerde generation
4. generations S-tog, der findes i to udgaver – en lang med 8 vogne (betegnet Litra SA) og en kort med 4 vogne (betegnet Litra SE) – er i dag de eneste der kører på S-togsnettet. Togsættene er bygget af Alstom og Siemens fra 1996 (første 8 togsæt - litra SA) og videre levering fra 1999 til 2006 (de blev samlet hos ADtranz/Bombardier i Randers). Den nyeste generation af S-tog er kendetegnet ved de brede vognkasser, der giver mulighed for, at tre personer kan sidde på hvert sæde og gennemgang i hele togsættets længde.

## Asbestsagen
I december 2006 kunne DR afsløre, at der frem til 2005 havde været S-tog i drift, der var isoleret med det sundhedsskadelige mineral asbest. DSB fik tilladelse til fortsat at anvende tog isoleret med asbest under den betingelse, at asbesten enten blev fjernet eller forseglet senest i 1988.
Arbejdstilsynet fandt i 1998 ved en inspektion løs asbest og asbeststøv i flere vogne, og informerede DSB om faren herved, men der blev hverken givet påbud eller indgivet politianmeldelse. Efterfølgende blev togene inspiceret af DSB selv, der fandt brud på forseglingen i 9 ud af 10 S-tog.
Som følge af pressens omtale, erkendte DSB at have fejlet mht. at beskytte de ansatte, og at følge op på de sager, hvor ansatte var blevet syge som følge af asbest. DSB fik aldrig udført luftmålinger, der kunne afdække, hvor stor en helbredsrisiko bruddet på forseglingerne udgjorde. I de 12 forgående år var 22 DSB-medarbejdere dog blevet tilkendt erstatning for at være blevet syge af at arbejde med asbest.
Efterfølgende kom det frem, at der så sent som november 2006 har været S-tog med asbest i drift. Der var kun tale om en enkelt vogn, som var blevet omnummereret efter et uheld i 1978 på Langgade Station.
En undersøgelse af sagen bestilt af DSB blev offentliggjort i januar 2007. Den placerede ansvaret for manglende indgriben hos direktøren for DSB S-tog, Benny Würtz, der blev fyret med øjeblikkelig virkning.
Nogle mener at asbestsagen havde kraftig indvirken på driften af 2. generations S-tog i 2006. I den sidste del af andet halvår var togene så godt som midlertidigt forsvundet fra S-banen, samtidig med de sideløbende asbestundersøgelser i de få endnu bevarede togsæt.

## Graffiti
S-togene har primært været i graffiti-skrivernes søgelys siden den danske graffiti-kultur opstod i midten 1980'erne. I 2017 brugte DSB i alt 67,8 millioner kroner på at forebygge og bekæmpe graffiti på stationer og tog i hele landet. 40 millioner af dem blev alene brugt på at fjerne graffiti fra S-tog.
DSB brugte i 2019 omkring 50,4 millioner kroner på at rydde op efter graffiti og andet hærværk på DSB's tog. Ligeledes blev der i 2019 malet graffitihærværk på 286.080 m2 på 2.251 S-tog vogne. DSB tager billeder af al den graffiti de renser af. Billederne ender i et arkiv, der gør det muligt at retsforfølge graffitimalere for gentagelsestilfælde, hvis de bliver anholdt.

## Fremtid

### Konvertering af strækninger
Transportministeriet screenede i 2011 muligheden for forlængelse af S-tog nettet til hhv. Helsingør og Roskilde. Rapporten fastslog at en sådan forlængelse burde besluttes senest i 2014, for at projektet kunne koordineres med Signalprogrammet. Især forlængelse til Roskilde var forholdsvis nemt, da man kunne konvertere de to af de nuværende fire spor til S-togdrift. Efter 2019, hvor den nye bane til Ringsted åbnede, blev den gamle bane til Ringsted aflastet, og behovet for fire spor til fjerntog blev mindre. Roskilde Kommune besluttede imidlertid i november 2011, at man ikke ønskede en forlængelse af S-togsnettet til Roskilde. Men i marts 2015 var der igen tale om at få S-tog til Roskilde, da byrådet i Roskilde ønskede at se på muligheden igen.
På Kystbanen er det skitseret at man afkorter regionaltogsdriften til Hellerup Station og nordpå ombygges banen til S-togsstandard.

### Andet
Spørgsmålet om en supplering af Boulevardbanen er igen blevet nævnt, da der nu kører op til 30 S-tog i timen i begge retninger mellem København H og Østerport. To forskere fra DTU Transport kom i 2008 med et forslag, der gik ud på at halvdelen af S-togene på hver linje (undtagen Ringbanen, Linje F) skulle køre i en ny tunnel, som placeredes cirka 1 km vest for Boulevardtunnellen. Enten fra Dybbølsbro eller København H via Forum metrostation, østlige Nørrebro (omkring Sankt Hans Torv), Rigshospitalet og Vibenshus Runddel (hvor Cityringen senere fik en station). Derefter skulle togene køre mod Farum mod Emdrup (med eller uden ny station hvor Ringbanen krydser) og togene mod Hillerød og Klampenborg skulle køre til Ryparken.
I 2012 undersøgte Atkins for Furesø Kommune mulighederne for forlængelse af Hareskovbanen til Nordbanen ved Høvelte. Forslaget indeholdt en flytning af Farum Station til en beliggenhed langs Hillerødmotorvejen.